# Fiona McLeod

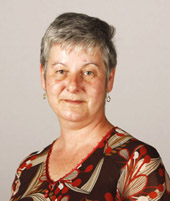
Fiona McLeod

Fiona McLeod (* 1957 in Glasgow) ist eine schottische Politikerin und Mitglied der Scottish National Party (SNP).

## Leben
McLeod besuchte die Bearsden Academy und studierte anschließend an den Universitäten von Edinburgh und Glasgow sowie an der Universität von Strathclyde. Sie erwarb dabei Masterabschlüsse in mittelalterlicher und neuer Geschichte sowie ein Diplom in Bibliothekswissenschaften. Zwischen 1983 und 1998 war sie an verschiedenen wissenschaftlichen Bibliotheken beschäftigt. McLeod ist verheiratet und Mutter eines Sohnes. Sie lebt in Westerton.

## Politischer Werdegang
Im Jahre 1974 trat McLeod in die SNP ein. Bei den ersten Schottischen Parlamentswahlen im Jahre 1999 bewarb sich McLeod um das Direktmandat des Wahlkreises Strathkelvin and Bearsden, unterlag jedoch dem Labour-Kandidaten Sam Galbraith deutlich und verpasste damit das Direktmandat des Wahlkreises. Da McLeod auch auf dem vierten Rang der Regionalwahlliste der SNP für die Wahlregion West of Scotland gesetzt war, erhielt sie eines von vier Listenmandaten für die SNP in dieser Wahlregion und zog in das neugeschaffene Schottische Parlament ein. Ab Juni 2001 fungierte MecLeod bis zum Ende der Legislaturperiode als stellvertretende Parteisprecherin für Umwelt. Bei den folgenden Parlamentswahlen 2003 erhielt McLeod in ihrem Wahlkreis Strathkelvin and Bearsden nur die vierthöchste Stimmenanzahl. Da sie auf der Regionalwahlliste der SNP für West of Scotland nur auf dem siebenten Rang gesetzt war, erhielt sie keines der drei Listenmandate der SNP und schied aus dem Schottischen Parlament aus. Auch bei den Parlamentswahlen 2007 konnte sie in ihrem Wahlkreis Paisley South kein Direktmandat erringen und erhielt als sechstplatzierte auf der entsprechenden Regionalwahlliste auch kein Listenmandat. 2011 bewarb sich McLeod wieder um das Direktmandat von Strathkelvin and Bearsden und errang dieses erstmals für die SNP vor dem Labour-Kandidaten David Whitton.